# 辰州教案发生地
辰州教案发生地，是一处近现代重要史迹及代表性建筑群，1902年辰州教案的发生地点，位于湖南省沅陵县沅陵镇荷花池社区马路巷，2019年10月16日公布为第八批全国重点文物保护单位。
1902年8月15日（光绪二十八年七月十二日），辰州府城发生瘟疫，2名英国内地会传教士胡绍祖、罗国俞被误以为指使人投毒，而被杀害，内地会福音堂亦被毁。辰州教案后，除惩办多名凶手外，当地官员均被革职，并赔款8万两，以及建亭立碑。1904年，美国复初会进入辰州，接手内地会教务。利用赔款，在马路巷陆续建成永生堂及学堂（1907年）、和多座牧师楼，包括为善最乐楼、海牧师楼、韦小姐楼、希来德牧师楼、宝翰臣牧师楼、傅华梅牧师楼，加上天主教的天主堂，均为欧式建筑，总占地面积7763平方米，总建筑面积4981平方米，复初会又开办了宏恩医院和贞德女子中学。其中永生堂、天主堂坐西朝东，其他均建筑坐北朝南。1938年11月，湖南临时省会迁址沅陵马路巷，这组建筑群临时作为政府机关、社会团体的办公场所使用。2003年列为县文物保护单位。2011年1月24日，抗战时期湖南临时省会旧址群公布为第九批湖南省文物保护单位。2019年10月7日公布为第八批全国重点文物保护单位。